# Arvest
Arvest (Spectacle en breton) est un groupe de musique bretonne, qui se produit en fest-noz et en concert. Arvest combine chant traditionnel et créations nouvelles, au service de la danse bretonne et sur des textes actuels.

## Histoire
Arvest naît de la rencontre de deux chanteurs, Yann Raoul (Añjel I.K.) et Yves Jégo (INT) et de deux guitaristes, David Er Porh et Erwan Raoul (Hirhoal), trois ensembles marquants de la scène fest-noz des années 1990. 
Forts de leurs expériences respectives, ils créent un groupe de musique à danser à partir d'une formule inédite : deux voix et deux guitares. Arvest sort un premier album en 2003, Distaol bras. 
En 2007, la formation évolue avec l'arrivée d'un pianiste, Aymeric Le Martelot. Et en 2008, Arvest obtient le prix du disque Produit en Bretagne pour son deuxième album Fantazi, « fictif » (L'OZ Production 2007). Le groupe se produit un peu partout en Bretagne, mais aussi lors de concerts/festoù-noz à Paris (Nuits celtiques au Stade de France, Saint-Patrick à Disneyland), en Suisse, en Belgique et en Grande-Bretagne. 
En 2010, Arvest fête ses dix ans de scène. C'est à cette occasion que le groupe dévoile son troisième album, Tri diaoul (« Trois diables »), et confirme son approche nouvelle d'une musique bretonne qui s'écoute aussi bien qu'elle se danse. En s'inspirant de faits de société, les chants s'écoutent lors de veillées et à la mode ancienne du « filaj » vannetais, où l'on s'arrêtait de danser pour écouter une histoire, une mélodie. Il s'ensuit l'album IV en 2013.
En 2015, Arvest s'offre une nouvelle formule avec l'arrivée de Nicolas Kervazo à la guitare électro-acoustique et aux voix. David Er Porh passe à la guitare électrique et aux programmations. Ils se produisent à Kinnersley en Angleterre. 
Le groupe participe en 2018 à la compilation des 10 ans de la Redadeg avec la chanson Livioù ar brezhoneg (« Les couleurs du breton ») consacrée à la richesse des parlers bretons.
Avec l'album Diliamm paru la même année, le groupe signe douze nouvelles chansons où voix et guitares s'entremêlent dans un univers pop rock électro entièrement consacré à la danse.

## Musiciens
- Yann Raoul : chant
- Yves Jégo : chant

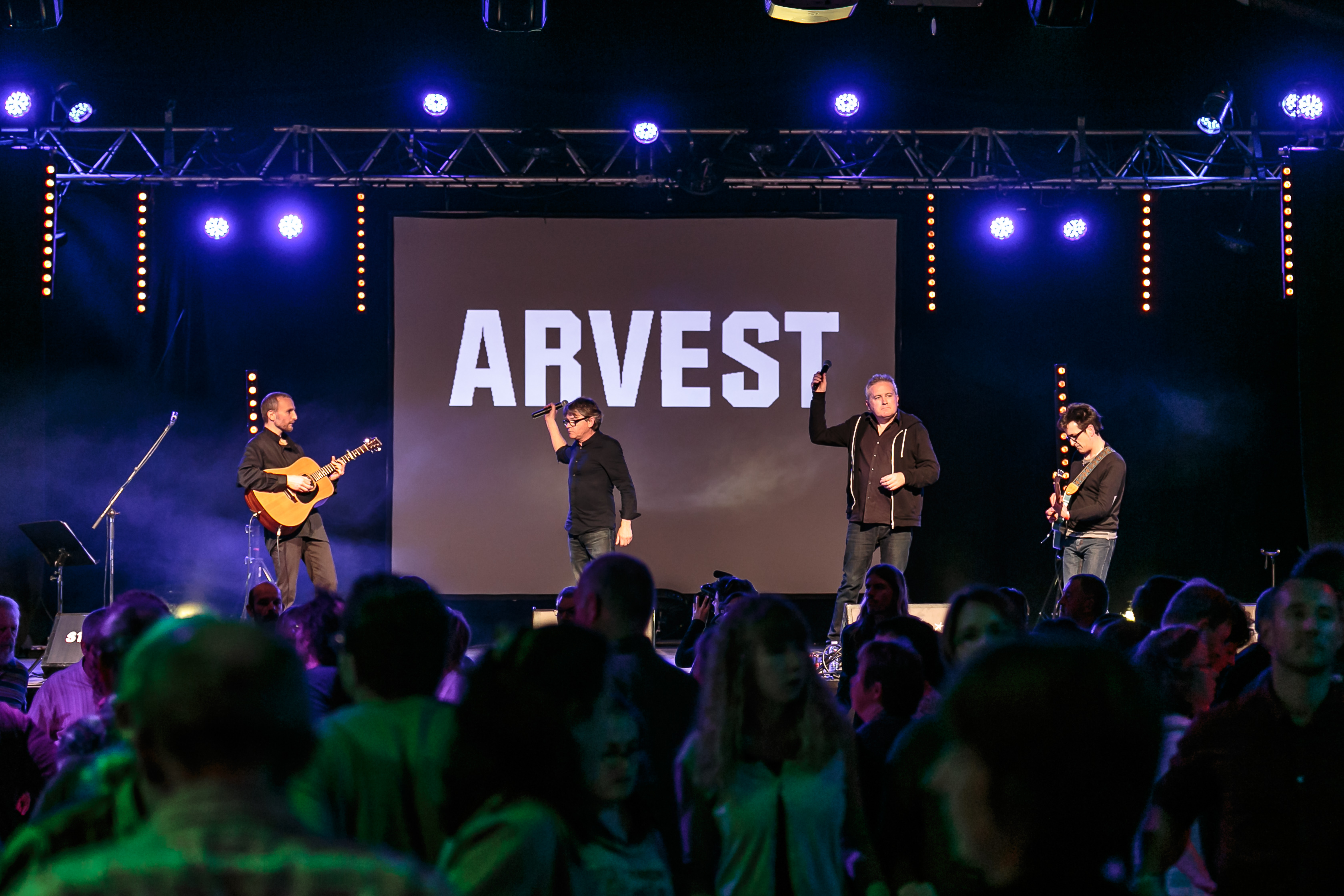
Le groupe en fest-noz au Stered Festival 2016 à Morlaix.

- David Er Porh : guitare électrique, programmations
- Nicolas Kervazo : guitare électro-acoustique, voix (depuis 2015)

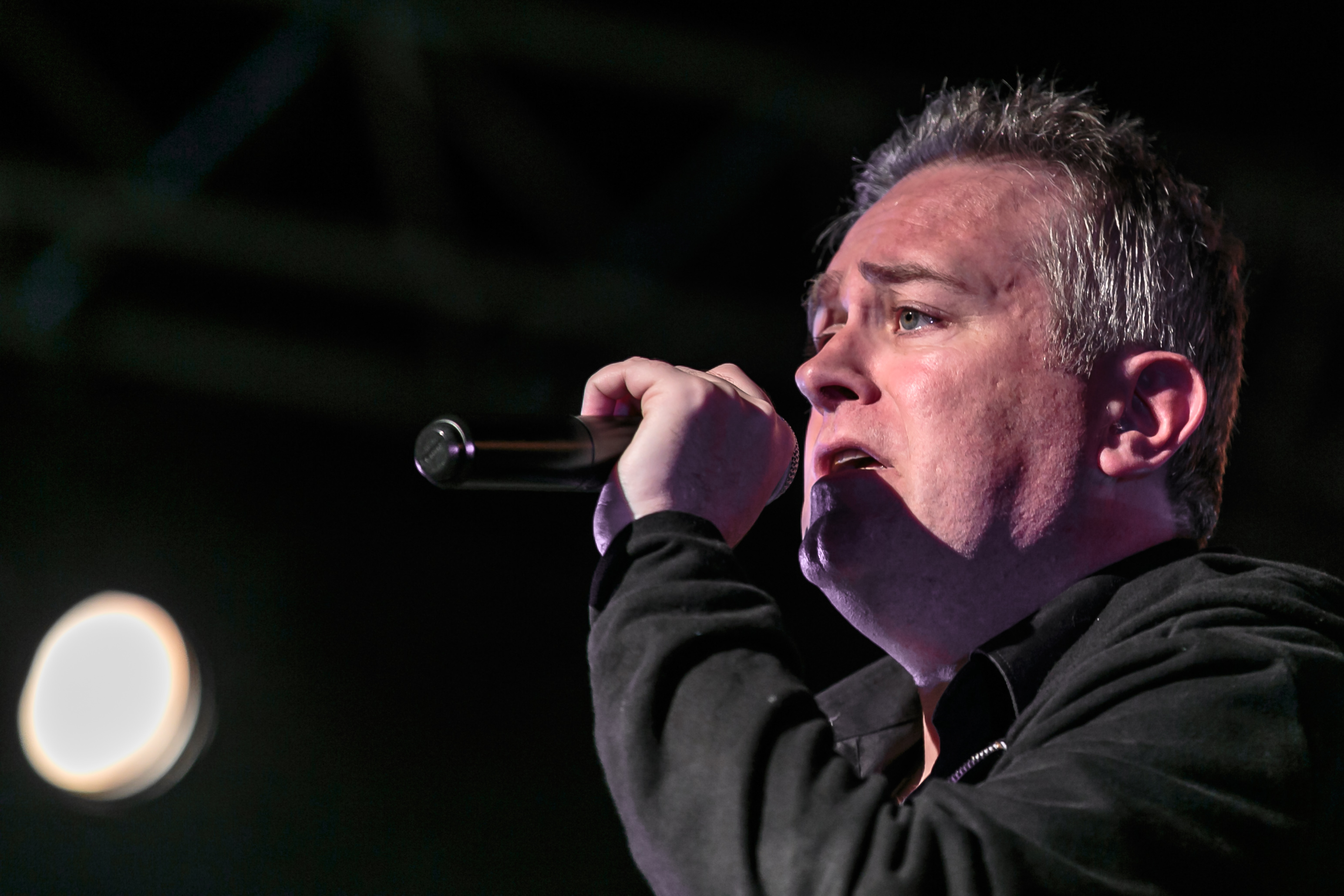
Yann Raoul
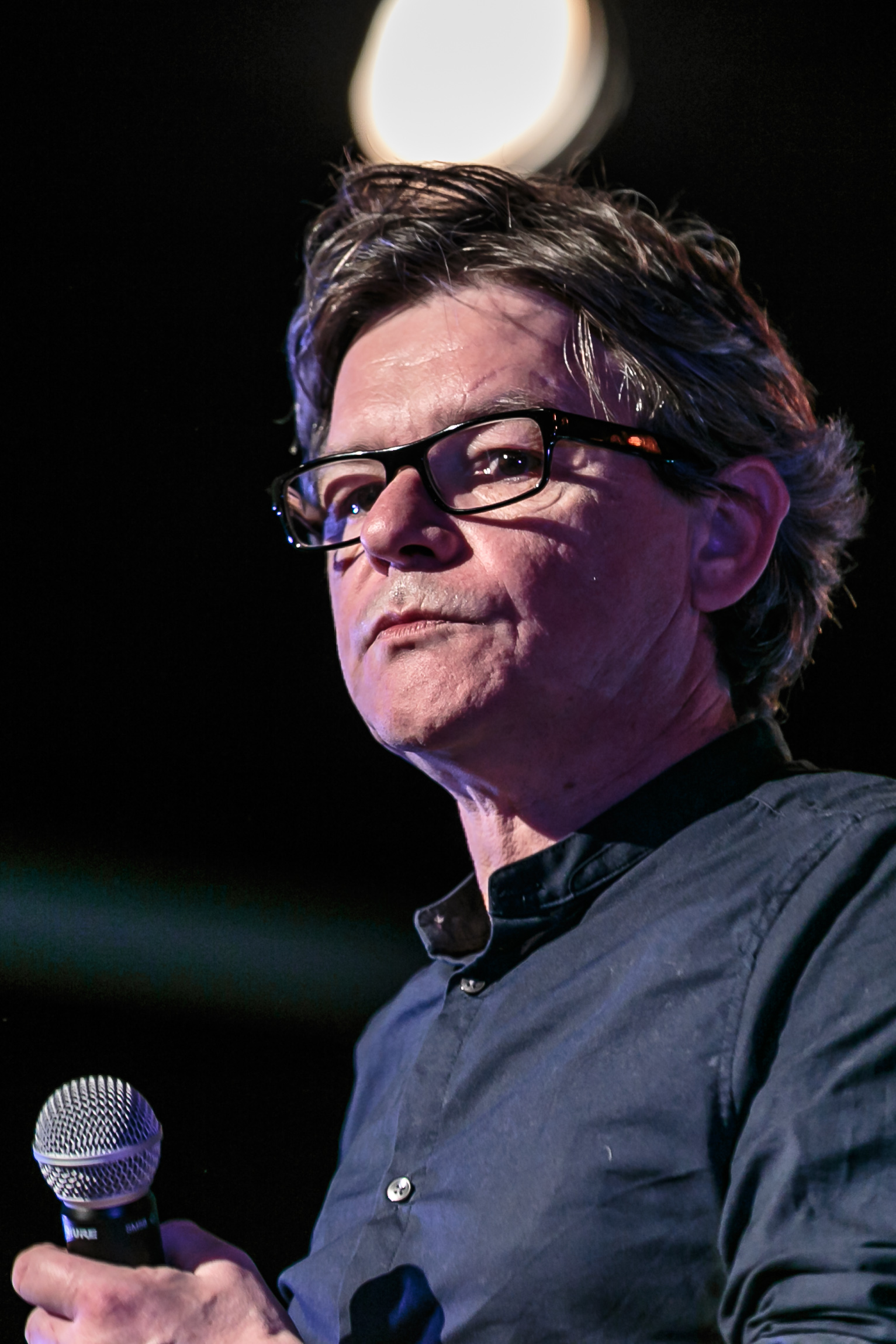
Yves Jégo
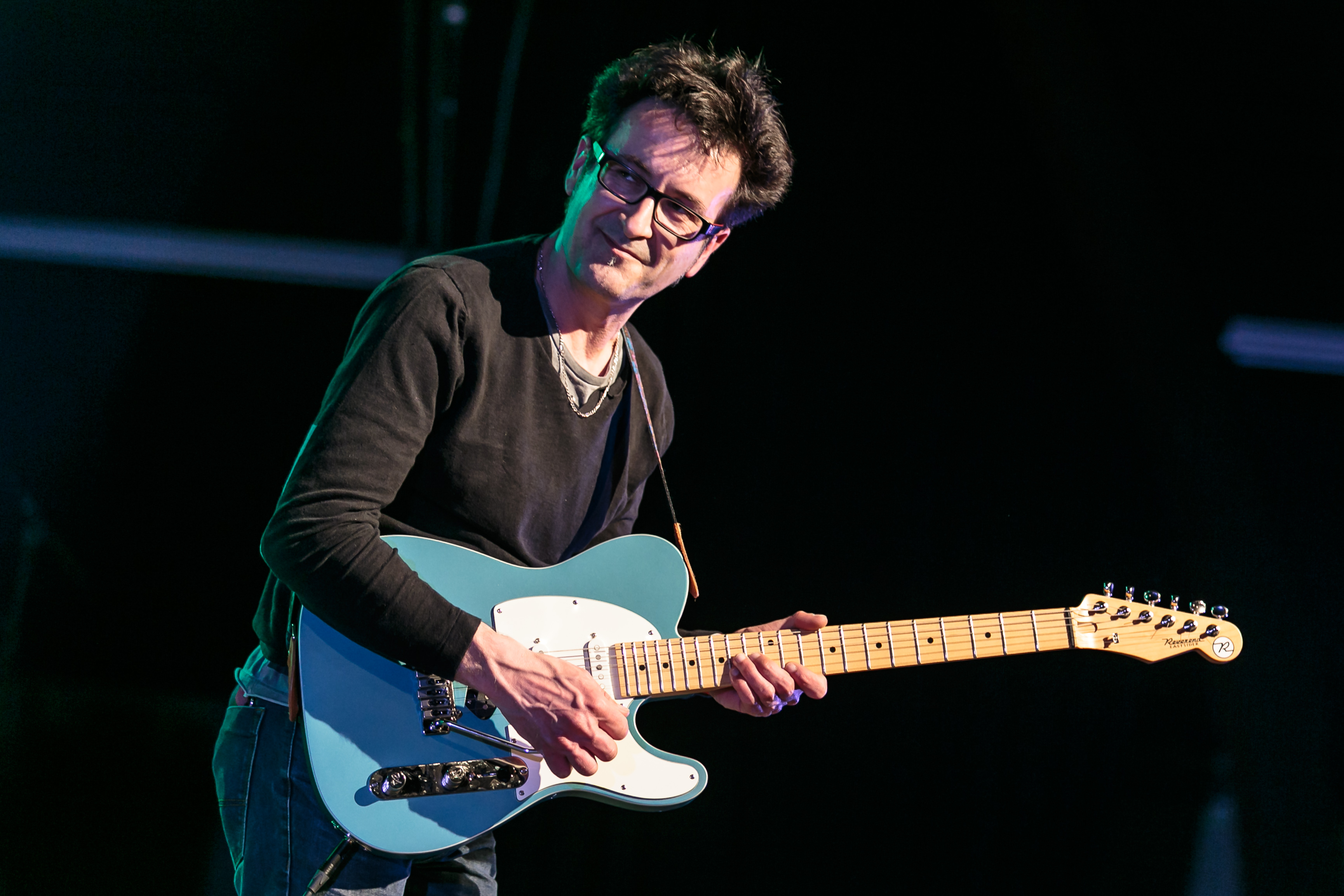
David Er Porh
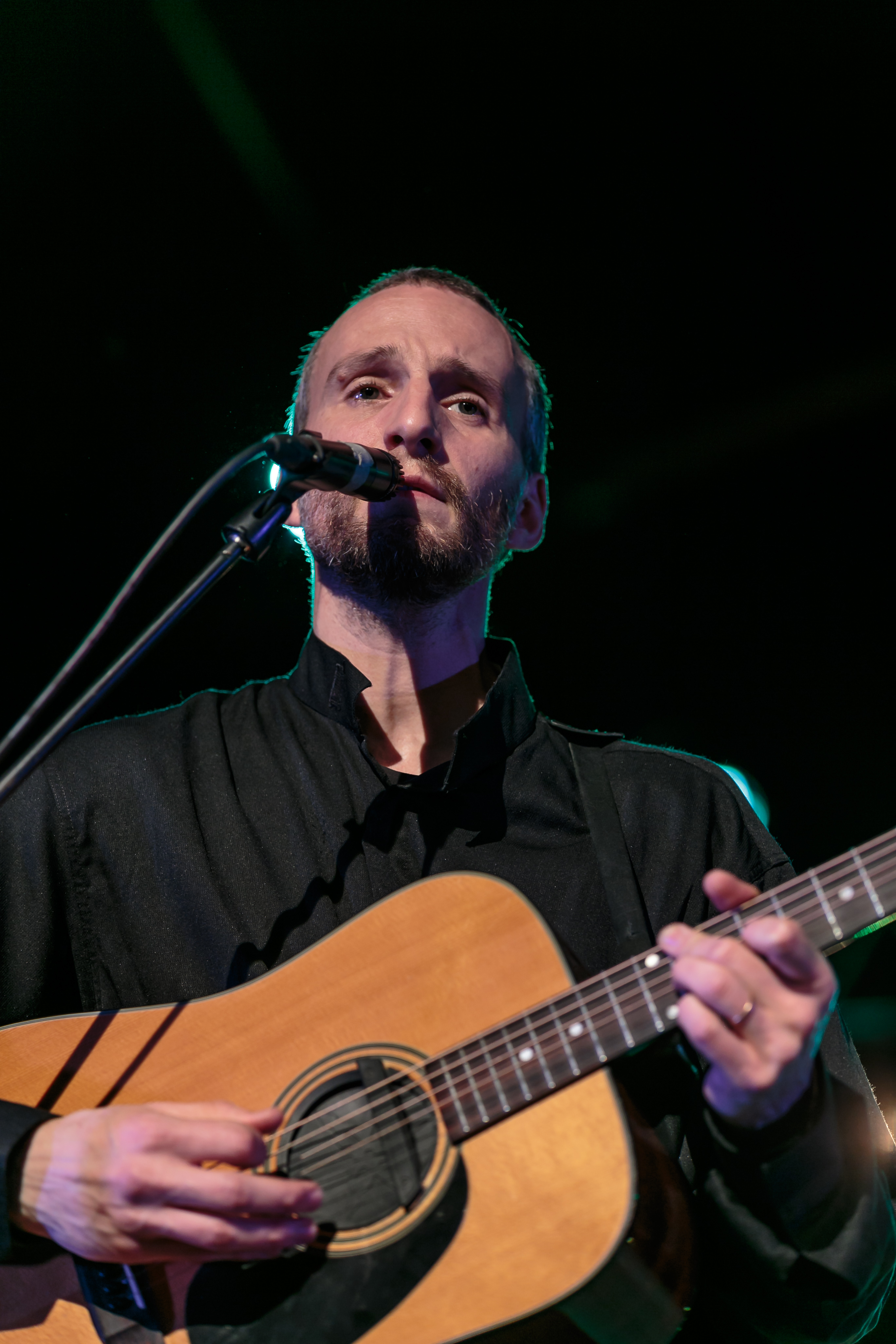
Nicolas Kervazo

### Anciens membres
- Erwan Raoul : guitare (2000-2007)

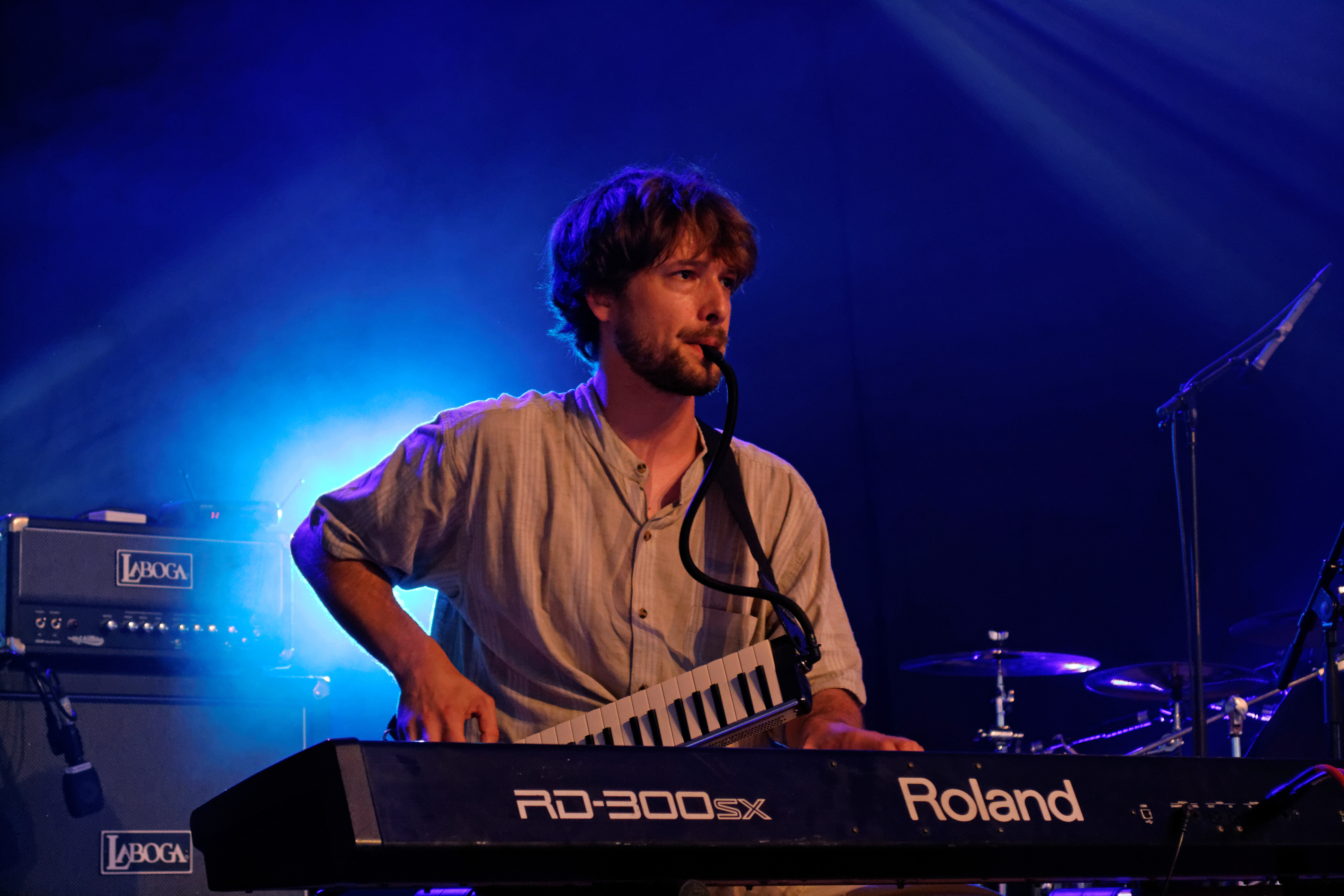
Aymeric Le Martelot en 2014

- Aymeric Le Martelot : claviers (2007-2014)

## Discographie

### Participations
- Au cœur de la musique bretonne, 2004, Coop Breizh - piste 18 : Distaol bras
- La musique bretonne-Les groupes à danser, l'anthologie volume 2, 2006, Coop Breizh - piste 1 : E kroazhent ma buhez
- La musique bretonne pour les nuls, 2009, Keltia Musique - piste 14 : Boeturig
- L'OZ Noz, 2010, L'OZ Production / Coop Breizh - CD 1, piste 11 : Digor d'ar sul et piste 12 : Fantazi ; CD 2, piste 10 : Boeturig et piste 11 : Ar buritaned
- Bretagne : Les plus belles chansons, 2011, EMI - CD 1, piste 11 : Boeturig
- Fest-noz Années 2000-Les groupes à danser, 2011, Coop Breizh, piste 7 : E kroazhent ma buhez
- Ar Redadeg : 10 vloaz, 2018, Redadeg, piste 8 : Livioù ar brezhoneg

## Vidéographie

### Clip
- 2019 : Nozioù diloar (Réalisation : Yann-Herle Gourves)

### Captations
- 2019 : Bali Breizh (France 3 Bretagne) Den ne selaou et Nozioù diloar en live
- 2018 : L'instant T (Tébéo, TébéSud) Nozioù diloar en live
- 2016 : Festival Yaouank (TVR, Tébéo, TébéSud) Den ne selaou et Tri diaoul en live